# Лейверн (Оклахома)
Лейверн (англ. Laverne) — місто (англ. town) в США, в окрузі Гарпер штату Оклахома. Населення — 1223 особи (2020).

## Географія
Лейверн розташований за координатами 36°42′19″ пн. ш. 99°53′49″ зх. д. / 36.70528° пн. ш. 99.89694° зх. д. (36.705256, -99.897046).  За даними Бюро перепису населення США в 2010 році місто мало площу 1,99 км², уся площа — суходіл.

## Демографія
Згідно з переписом 2010 року, у місті мешкали 1344 особи в 548 домогосподарствах у складі 352 родин. Густота населення становила 674 особи/км².  Було 669 помешкань (335/км²).
Расовий склад населення:
| - 81,0 % — білих - 0,7 % — корінних американців - 0,1 % — вихідців з тихоокеанських островів - 0,1 % — чорних або афроамериканців - 0,1 % — азіатів - 14,6 % — осіб інших рас |

До двох чи більше рас належало 3,6 %. Частка іспаномовних становила 23,1 % від усіх жителів.
За віковим діапазоном населення розподілялося таким чином: 28,1 % — особи молодші 18 років, 56,2 % — особи у віці 18—64 років, 15,7 % — особи у віці 65 років та старші. Медіана віку мешканця становила 34,6 року. На 100 осіб жіночої статі у місті припадало 102,7 чоловіків;  на 100 жінок у віці від 18 років та старших — 101,2 чоловіків також старших 18 років.
Середній дохід на одне домашнє господарство  становив 70 154 долари США (медіана — 50 313), а середній дохід на одну сім'ю — 76 695 доларів (медіана — 68 229). Медіана доходів становила 40 938 доларів для чоловіків та 30 556 доларів для жінок. За межею бідності перебувало 21,7 % осіб, у тому числі 40,0 % дітей у віці до 18 років та 10,3 % осіб у віці 65 років та старших.
Цивільне працевлаштоване населення становило 616 осіб. Основні галузі зайнятості: сільське господарство, лісництво, риболовля — 32,5 %, освіта, охорона здоров'я та соціальна допомога — 18,2 %, будівництво — 8,0 %, фінанси, страхування та нерухомість — 7,1 %.